# Дмитрієвка (Зілаїрський район)
Дми́трієвка (рос. Дмитриевка, башк. Дмитриевка) — село у складі Зілаїрського району Башкортостану, Росія. Адміністративний центр Дмитрієвської сільської ради.
Населення — 224 особи (2010; 286 в 2002).
Національний склад:
- росіяни — 80%